# Иван Гарсија (скакач у воду)
Иван Алехандро Гарсија Наваро (шп. Iván Alejandro García Navarro; Гвадалахара, 25. октобар 1993) елитни је мексички скакач у воду чија специјалност су углавном синхронизовани и појединачни скокови са торња са висине од десет метара.
Професионално се бави скоковима у воду од 2009. године, а први значајнији успех у каријери остварио је већ наредне године на Олимпијским играма младих у Сингапуру где је освојио сребрну медаљу у појединачним скоковима са торња. На Панамеричким играма 2011. чији домаћин је био његов родни град Гвадалахара осваја две златне медаље у скоковима са торња, како у појединачним скоковима, тако и у синхронизованим скоковима у пару са Херманом Санчезом.
На Летњим олимпијским играма дебитовао је у Лондону 2012. где је у пару са Санчезом освојио сребро у синхронизованим скоковима са торња укупним резултатом од 468,90 бодова. На истим играма такмичио се и у појединачним скоковима и заузео 7. место са 521,65 бодова. Представљао је Мексико и на Играма 2016. у Рију. У Рију је у синхронизованим скоковима био 5. са 21,15 бодова заостатка за бронзаним Британцима Дејлијем и Гудфелуом.
На Светском првенству 2015. у руском Казању освојио је сребрну медаљу у синхронизованим скоковима са торња. 